# Aktasz (Republika Ałtaju)
Aktasz (ros. Акташ, ałtajski Ак Таш, kaz. Ақташ) – wieś (ros. село, trb. sieło) w Rosji, w Republice Ałtaju, w rejonie ułagańskim. Centrum administracyjne i jedyna miejscowość osiedla wiejskiego Aktaszskoje.

## Geografia
Miejscowość jest położona na południowym stoku Gór Kurajskich.
Aktasz leży na 788 kilometrze Traktu Czujskiego. We wsi ma swój początek Trakt Ułagański, prowadzący do wsi Bałyktujul, przez wieś Ułagan.

## Historia
Miejscowość założono w 1957 roku, aby wydobywać w tym miejscu rtęć, a także zajmować się pozyskiwaniem i obróbką drewna. Kopalnie rtęci zamknięto w 1993 roku.
Do 1994 roku Aktasz był osiedlem typu miejskiego.

## Demografia
W 2021 roku wieś zamieszkiwało 2497 osób.

## Galeria

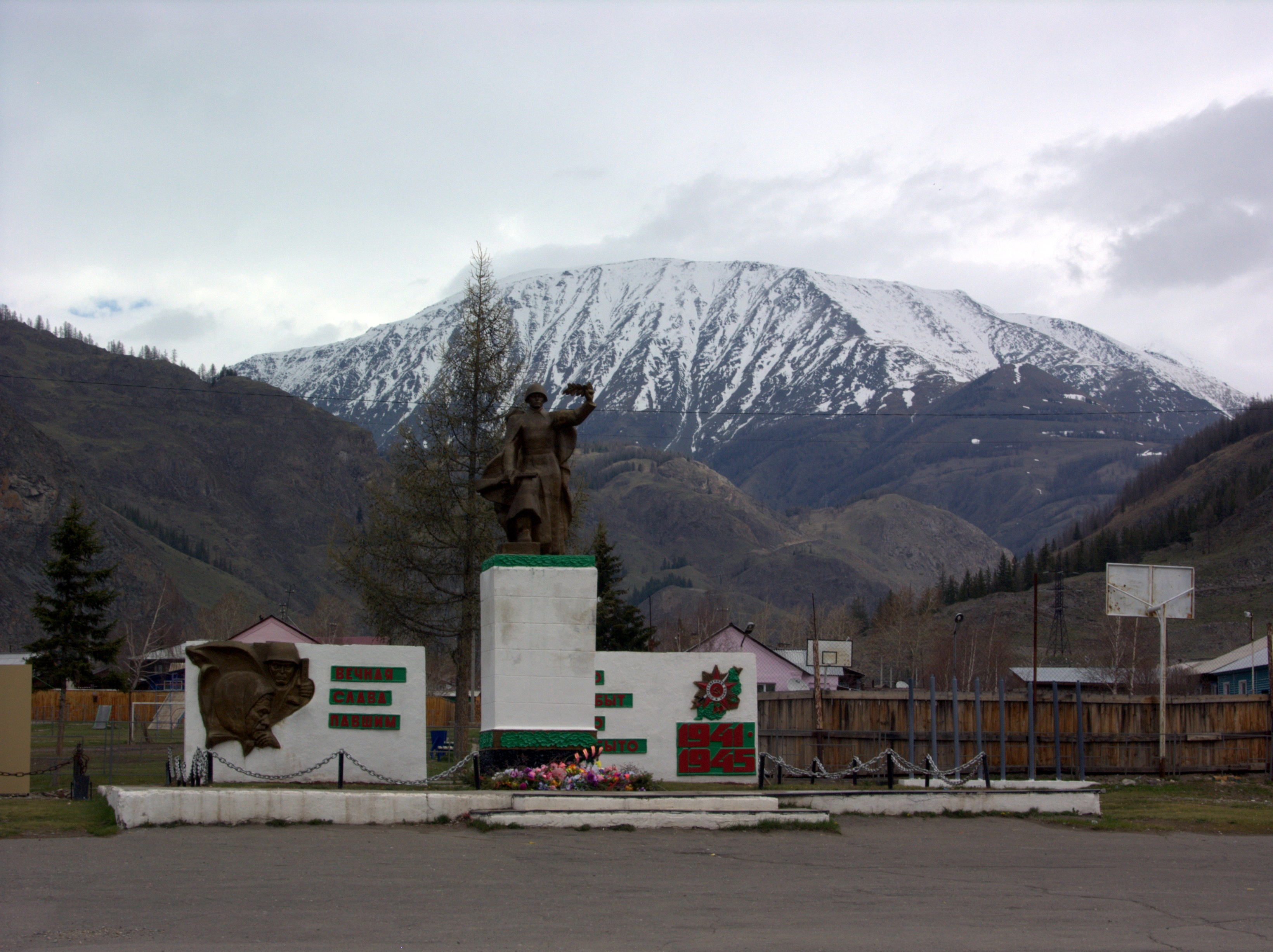
Pomnik pamięci poległych w wielkiej wojnie ojczyźnianej
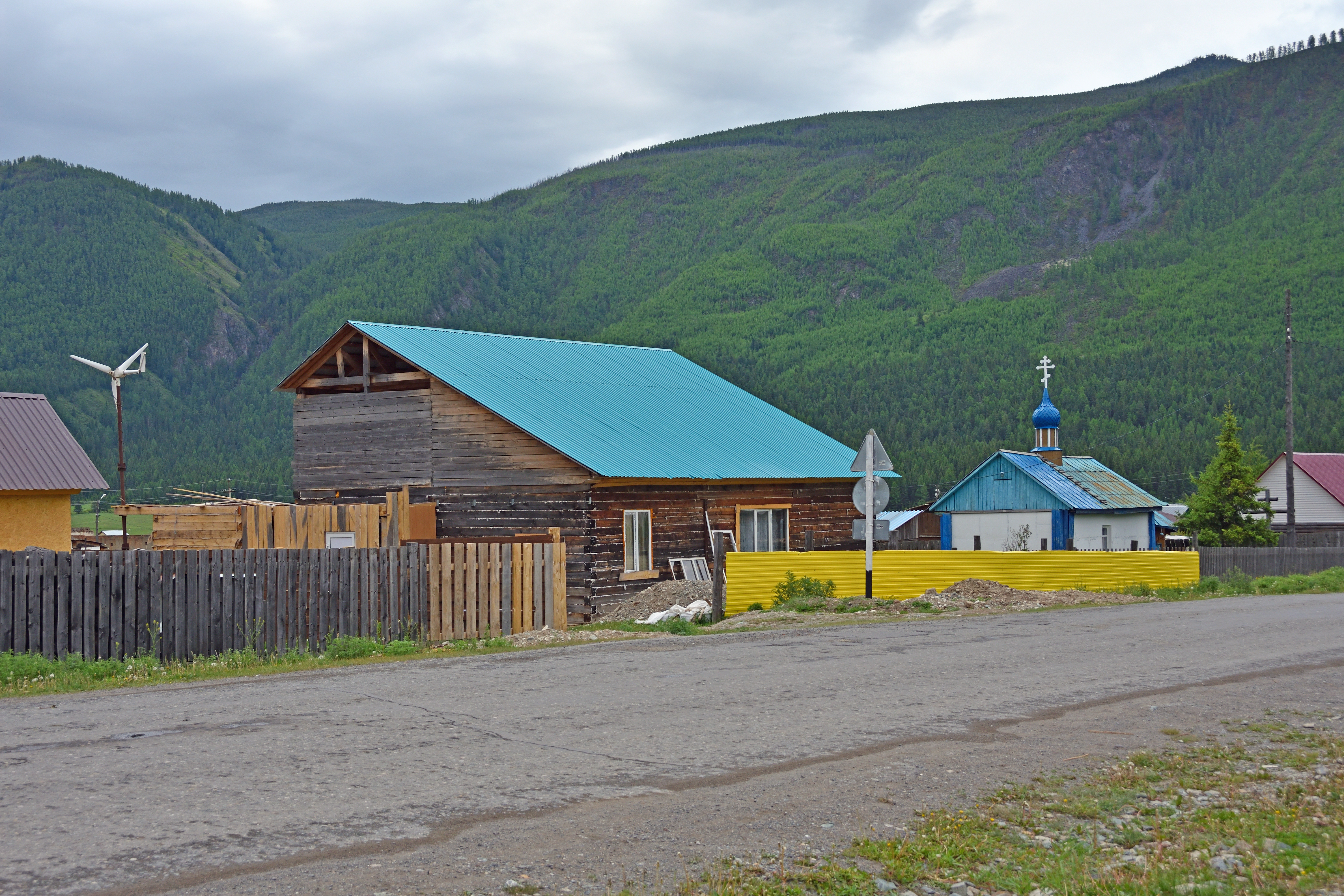
Cerkiew w Aktaszu (widoczna na drugim planie)
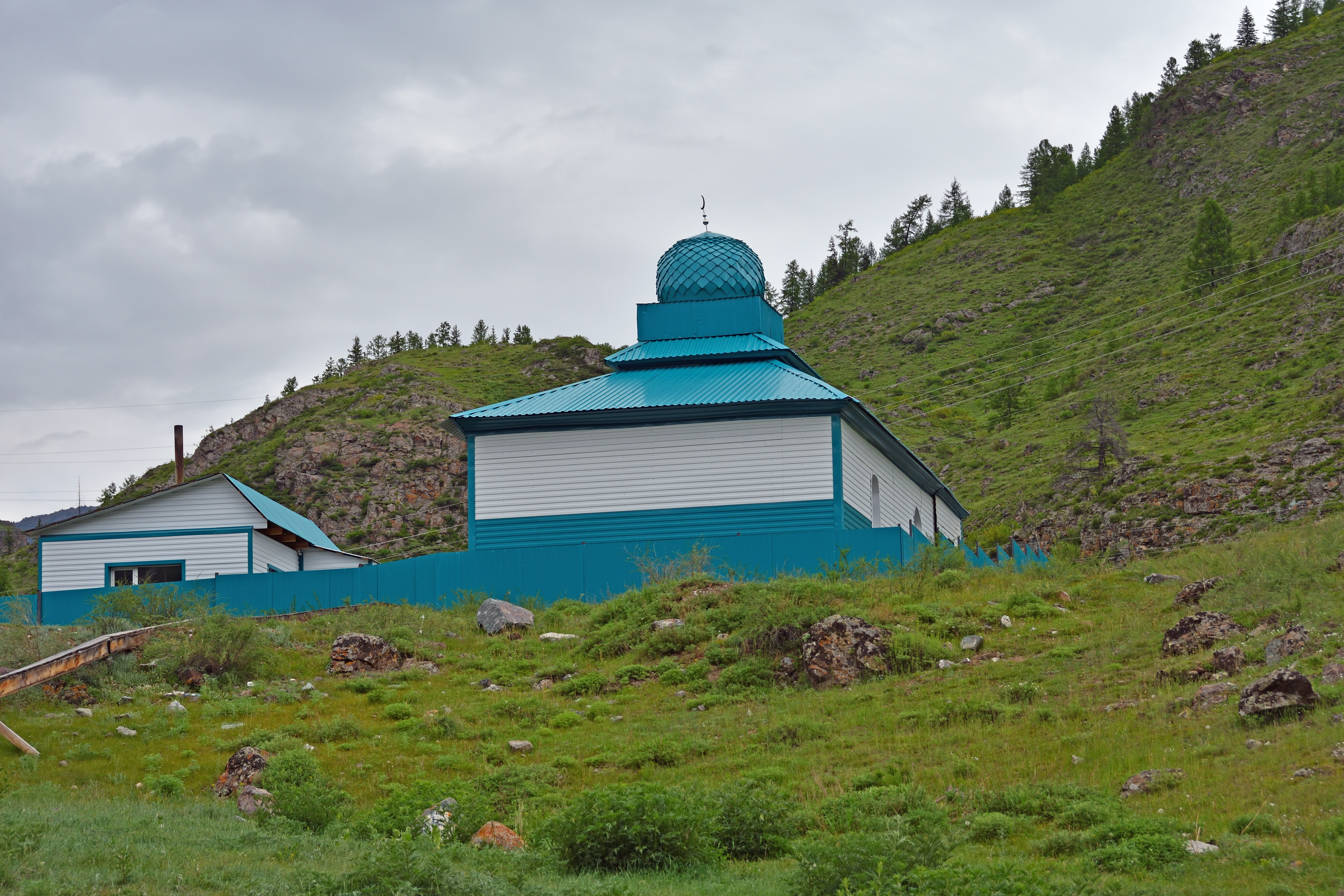
Meczet w Aktaszu
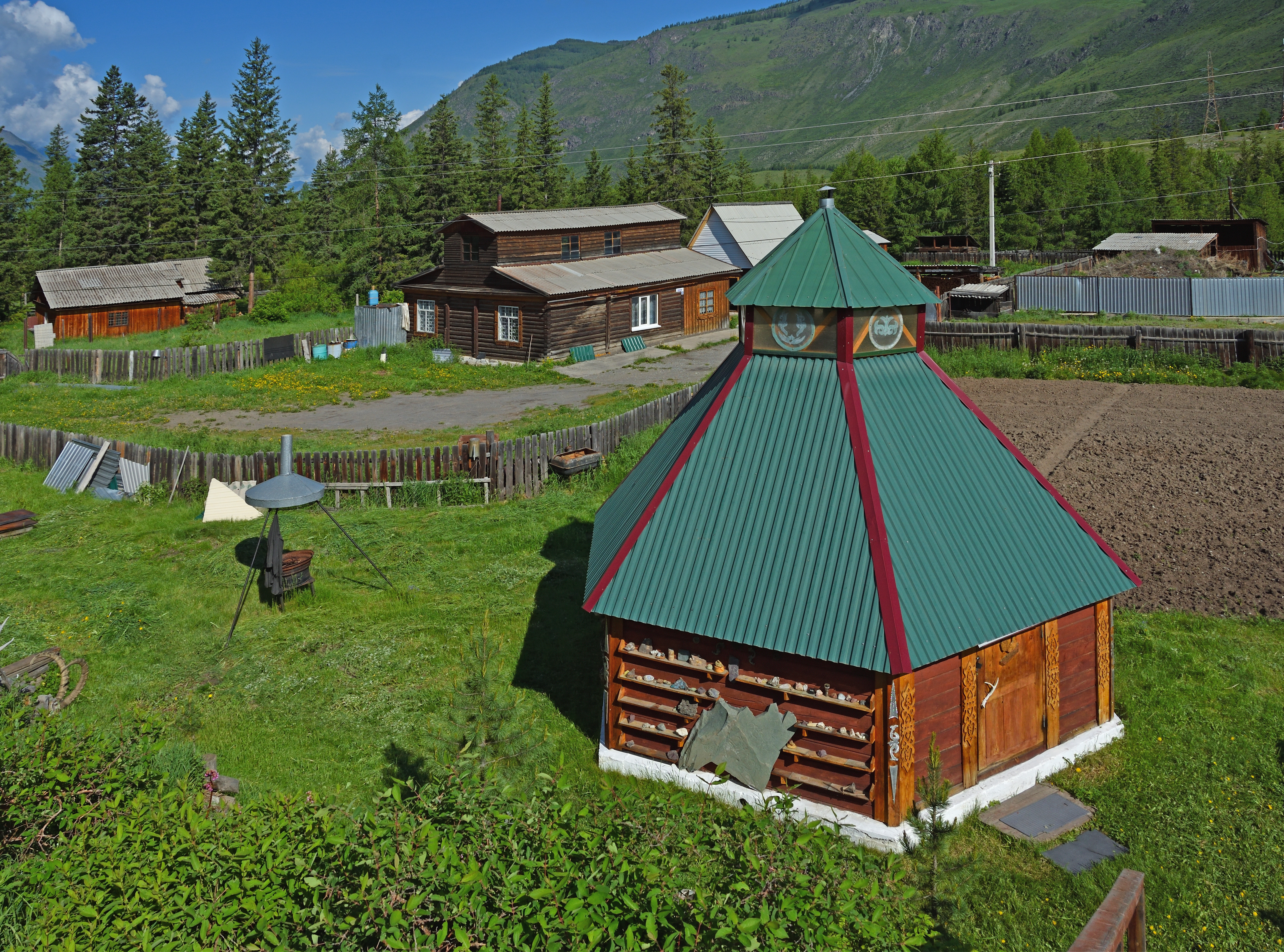
Muzeum w Aktaszu
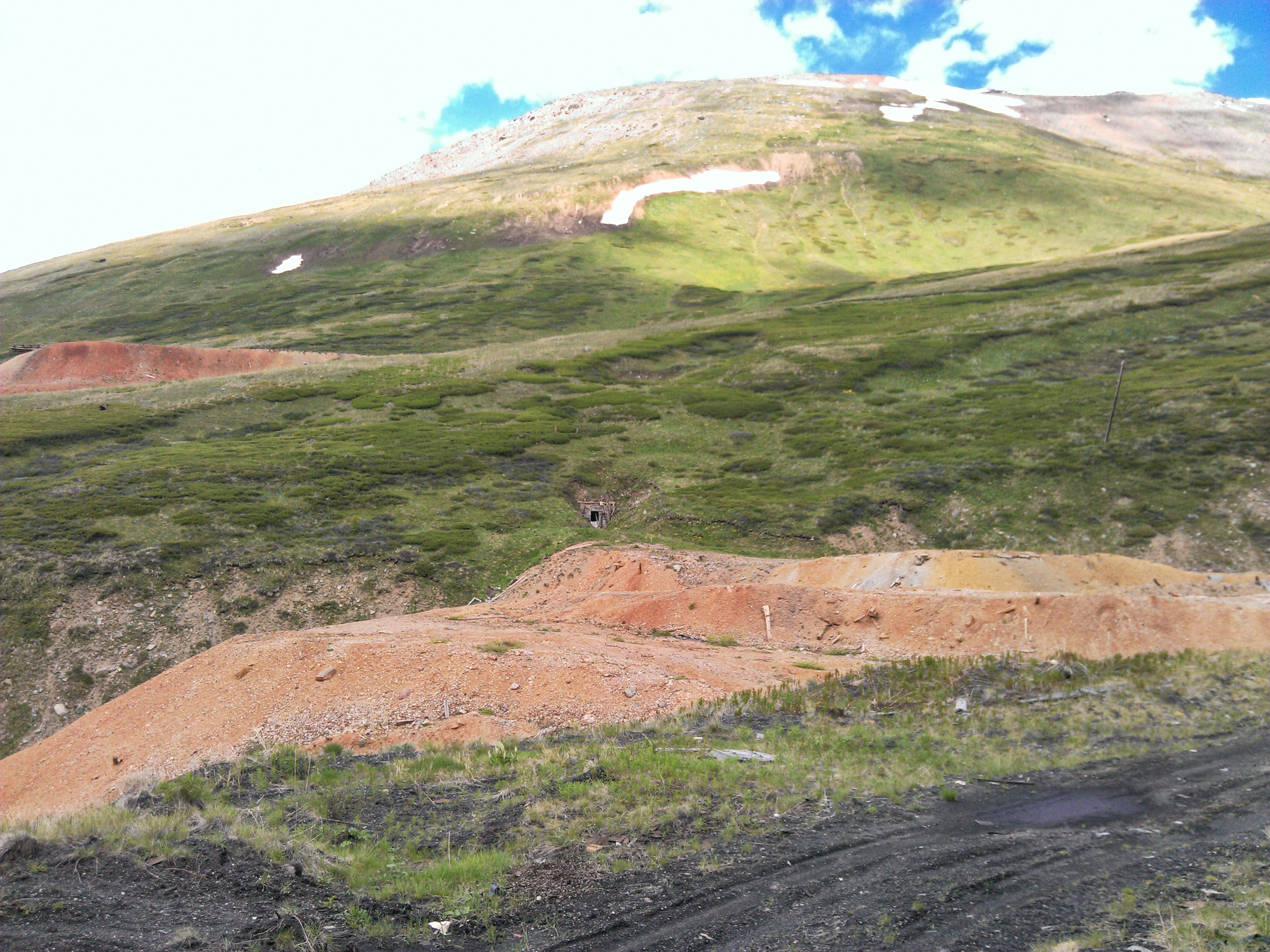
Nieczynna kopalnia rtęci
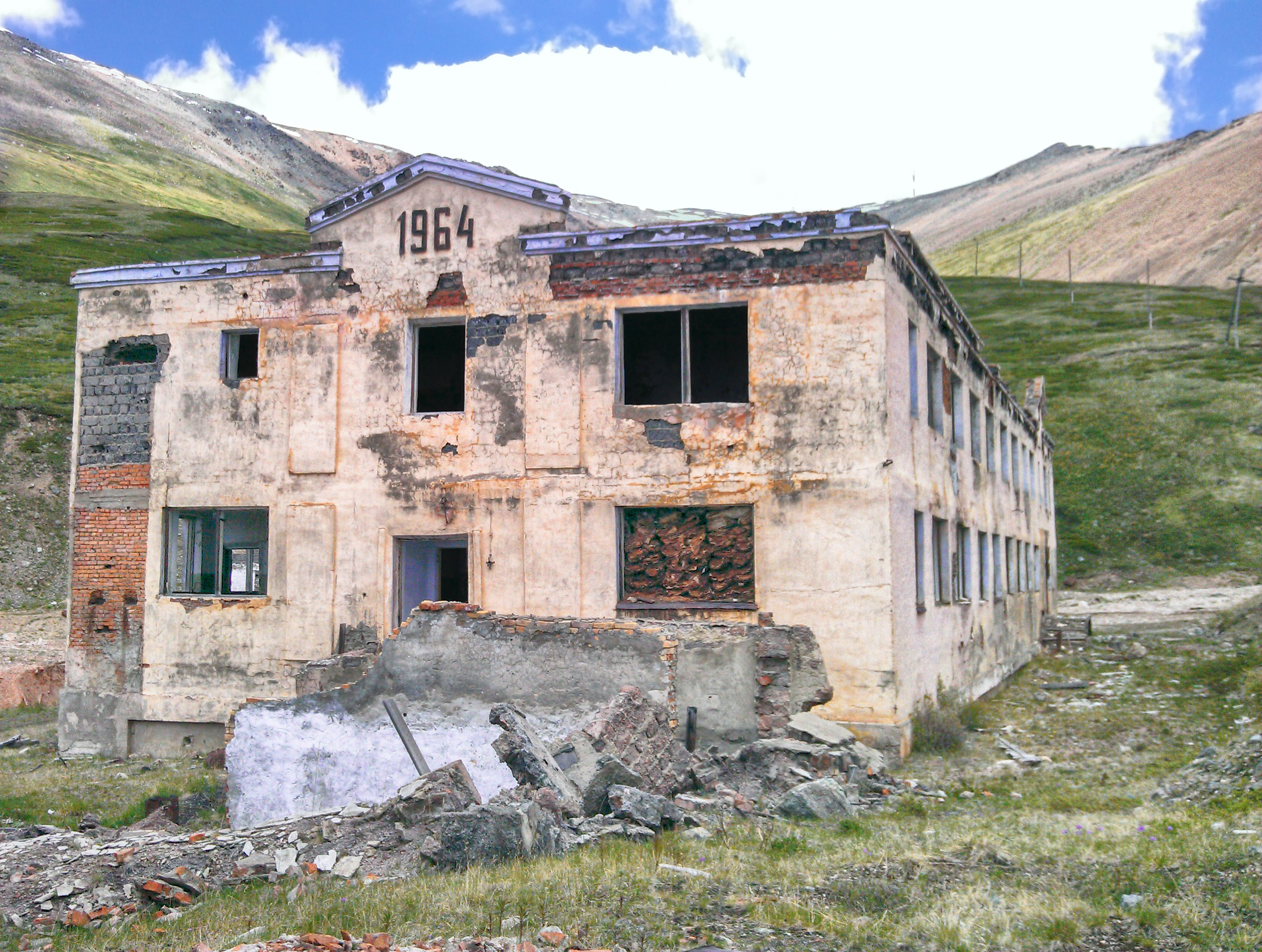
Budynek nieczynnej kopalni rtęci